# 都市高速道路

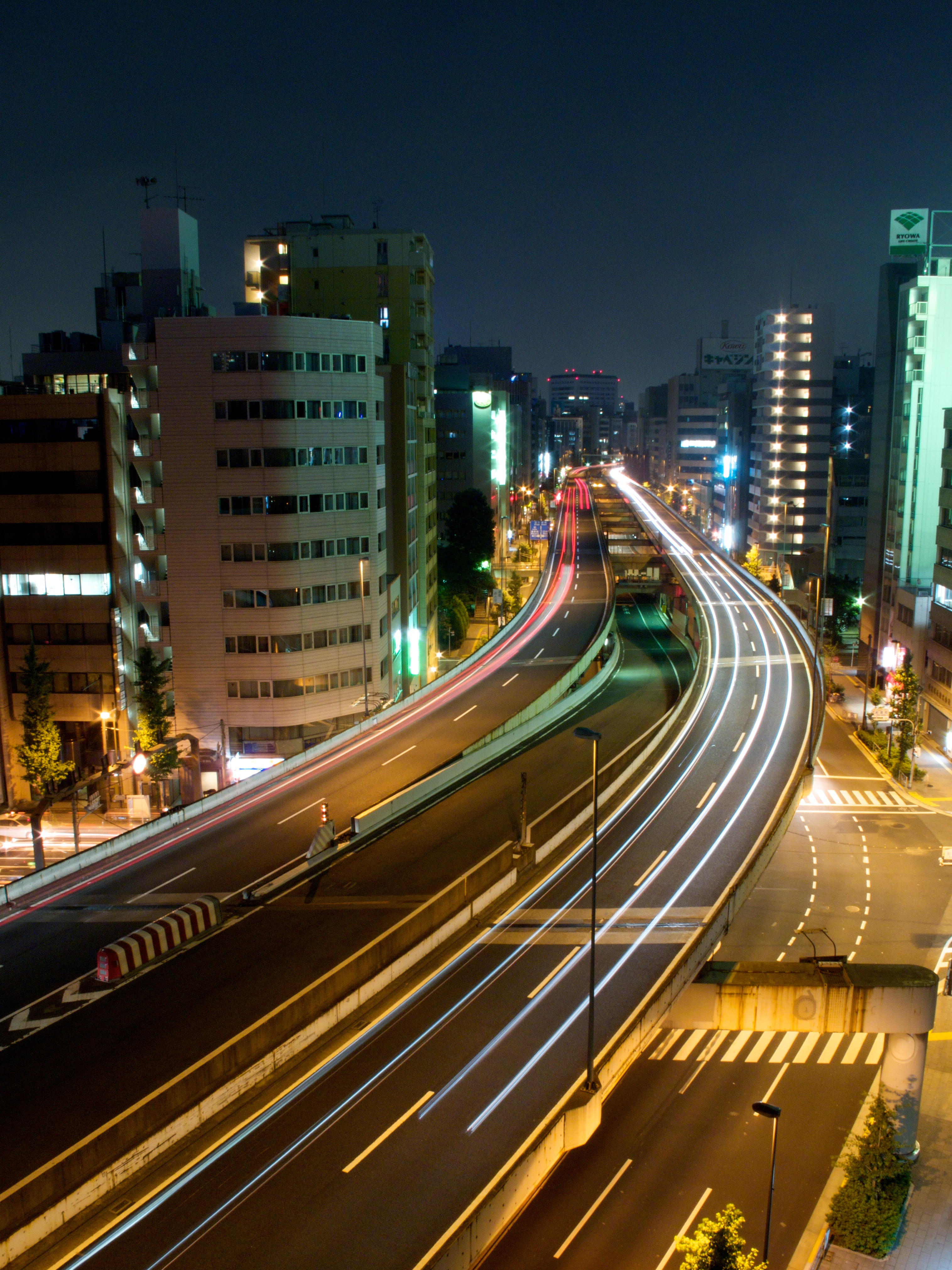
穿梭在東京都市縫隙間的首都高速道路

都市高速道路（日语：／ Toshi kōsoku dōro */?）是日本都市計畫法內規定的一種都市設施，為興建於該國都會區內的收費快速道路系統，採汽車專用、封閉式設計，並與一般道路立體交叉。總計有首都高速道路、阪神高速道路、名古屋高速道路、福岡高速道路、北九州高速道路、廣島高速道路共6大系統。現在所有路線已可由ETC系統收取通行費。

## 概要
世界各地的都會區也有聯絡市內各地的快速道路，只是規格和建造標準可能有所不同。而都市高速道路是日本獨自發展出的用語。
道路法上屬於都道府縣道或指定市道(政令指定都市區間)，一般稱呼時通常會被簡稱為都市高速。此外，都市高速道路是以地域高規格道路概念興建，因此建築完成後會自動被指定為地域高規格道路。
都市高速在道路構造令中被規定以第2種規格設計。會這麼規定的原因是因為與連接各都市間的第1種高規格幹線道路相比，都市高速的興建用地因難以確保所以只好降低道路規格。不過，通過都會區的高規格幹線道路也會碰上一樣的問題。
考慮到噪音問題，雖然叫高速，但速限50公里/小時～60公里/小時的路段相當多。此外，也有部分路口設立了交通號誌，是都市高速的顯著特徵。
日本其他高速公路出口匝道的加減速車道統一設在左側(日本為右駕國家，慢車道設在左側)，然而都市高速因為受到土地制約而未將出口匝道統一設於左側，將出口設在右側的超車車道也相當常見。此外也有相當多的半套式交流道(Half-interchange)。

## 收費政策
在過去，多數都市高速基本上採用單一計費制(首都高速，阪神高速，名古屋高速另設有收費區間)，但也因為不論走多少都收取一樣的通行費而產生了不公平感。因此，現已有部分都市高速改採里程計費制。

## 都市高速的影響

### 緩和塞車
相較於世界各都會區的平均旅運速度，在日本都會區的旅運速度偏低，所以利用都市高速可以避開容易雍塞的路段。此外，需長距離移動的車輛如大貨車，長途客運等利用都市高速也能減輕平面道路的負擔。然而因為都市高速每隔幾公里就有交流道連接平面道路，它也會受到一般道路的交通狀況影響，平面道路若塞車也會回堵造成都市高速塞車。

### 都市景觀
因為都市內道路用地取得不易，建於一般道路或河川之上的路段相當多，但此權宜作法也招來了破壞景觀的批評。因此，近年興建的新路段多為地下隧道而非傳統的高架橋。

## 歷史
日本第一條都市高速道路是在1962年（昭和37年）時啟用的首都高速道路京橋～芝浦間，於1964東京奧運開幕前兩年，名神高速道路通車前一年誕生。而之後於1964年（昭和39年）阪神高速道路，1979年（昭和54年）名古屋高速道路，1980年（昭和55年）福岡高速道路與北九州高速道路，1997年（平成9年）廣島高速道路依序通車，於5都會區內啟用。

### 年表
- 1958年（昭和33年）10月17日：北九州高速4号線春日～大里間以國道3號繞道方式通車[e]。
- 1962年（昭和37年）12月20日：日本第一條都市高速道路的首都高速道路京橋～芝浦間（4.5公里）通車[3]。
- 1964年（昭和39年）6月28日：阪神高速道路通車。
- 1979年（昭和54年）7月25日：名古屋高速道路通車。
- 1980年（昭和55年）10月20日：福岡高速道路和北九州高速道路通車。
- 1997年（平成9年）10月1日：廣島高速道路通車。

## 都市高速道路列表
- 首都高速道路
以東京23区為中心，往周遭的橫濱市、川崎市、埼玉市延伸，總長322.5 公里[f]的都市高速道路網。
- 阪神高速道路
以大阪市為中心，向神戶市、堺市延伸，總長273.0 公里的都市高速道路網。
- 名古屋高速道路
位於名古屋市，總長81.2 公里的都市高速道路網。
- 福岡高速道路
位於福岡市，總長56.8 公里的都市高速道路。
- 北九州高速道路
位於北九州市，總長49.5 公里的都市高速道路網。
- 廣島高速道路
位於廣島市，總長31.1 公里的都市高速道路網。

都市高速道路幾乎集中在除了仙台市和札幌市之外約100萬人以上的政令指定都市與其周邊城鎮。在札幌市，地方居民一直有希望建設都市高速道路的聲音。但是與其他大都市相比，札幌現有的一般道路平均幅員最為寬廣，興建都市高速相對沒那麼急迫，加上在冬季積雪時龐大的道路管理費用，令該市的都市高速道路從未被建設。

### 路線圖

首都高速道路
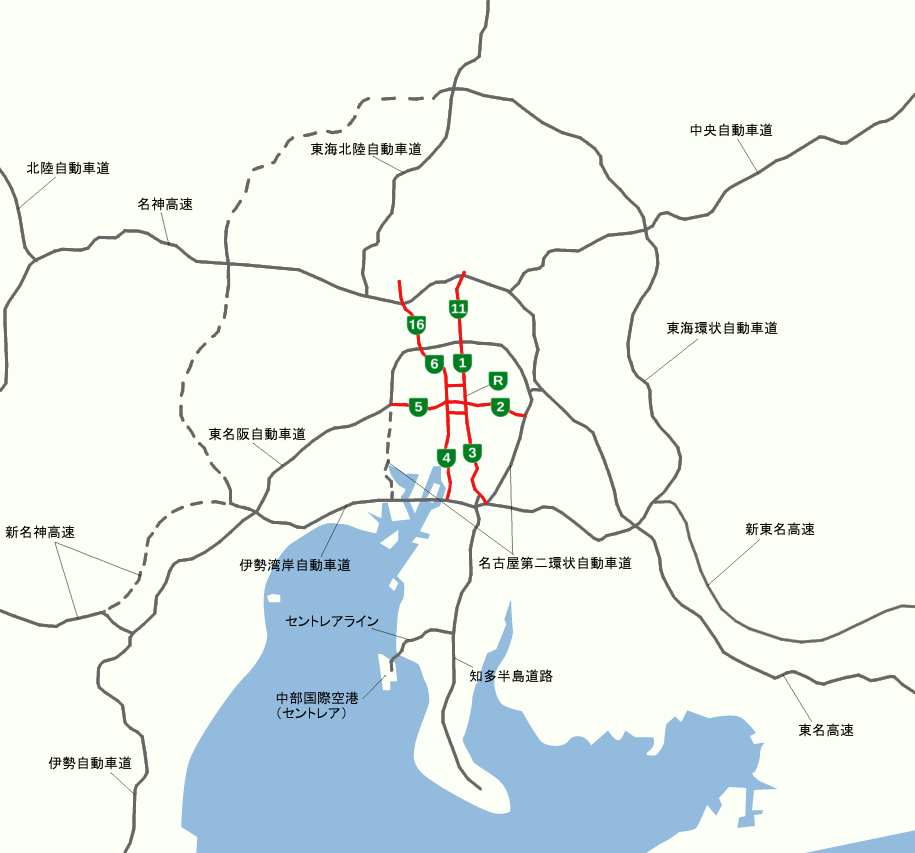
名古屋高速道路
阪神高速道路

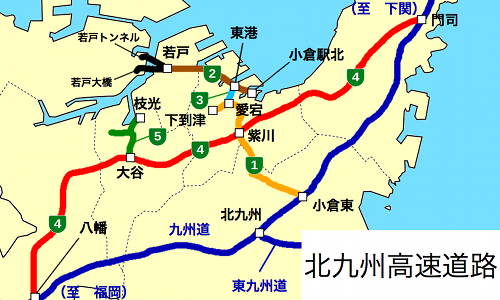
北九州高速道路
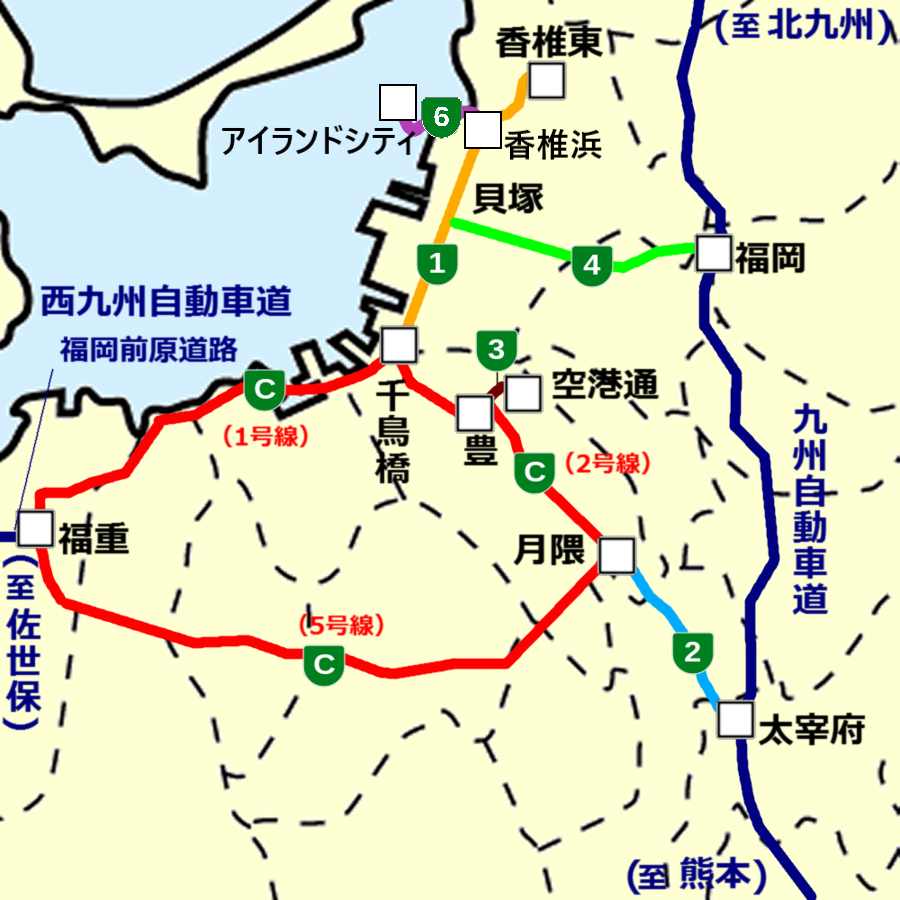
福岡高速道路

### 備註
1. ↑  通行料金一覧表 - 阪神高速5号灣岸線及阪神高速7号北神戶線的部分路段由第二神明道路的管理者（NEXCO西）代為收取通行費，徵得的通行費則由NEXCO西與阪神高速公司拆帳分別納入。
2. ↑  其他地區也有類似用語，例如韓語「都市高速化道路（朝鲜语：도시고속화도로）」就與都市高速類似，釜山第二都市高速道路(收費道路)即可歸為此類；在台灣，比較接近都市高速的道路通常是市區內的快速道路。例如台北市的快速道路系統（建國南北快速道路、市民大道、環東大道、環河南北快速道路等等）及高雄的大中快速道路較類似都市高速；在中國大陸也有類似都市高速的道路，例如上海市延安高架路。
3. ↑  首都高速道路が低速道路と酷評される所以である[2]。
4. ↑  早在三年前的1959年（昭和34年），東京都內的東京高速道路部分路段已通車，但該道路屬於一般自動車道（日语：一般自動車道）而不是都市高速道路。
5. ↑  該路段直到1991年（平成3年）3月31日才轉換為都市高速道路。因此該路段雖然是最悠久的都市高速道路，仍然不是日本第一條都市高速道路。
6. ↑  統計至2014年（平成26年）12月末。

### 來源
1. ↑  淺井建爾 2001，第60-61頁.
2. 1 2  浅井建爾 2001，第60頁.
3. ↑  . 首都高速道路株式会社Webサイト. 首都高速道路.   [2015-12-19]. （原始内容存档于2015-12-22）.
4. ↑  浅井建爾 2015，第100頁.